# Prospect (band)

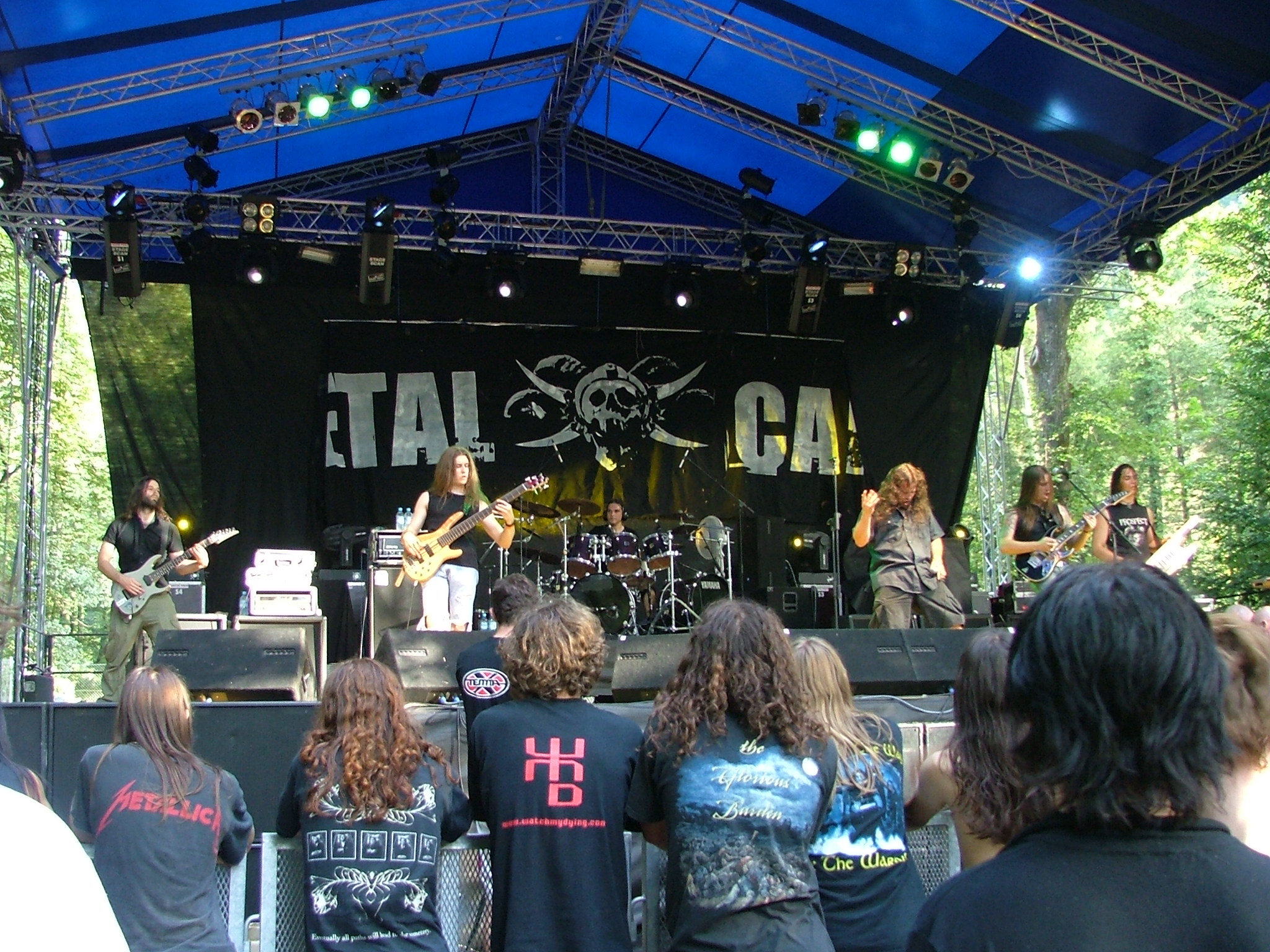
Prospect

Prospect is een uit het Sloveense Ljubljana afkomstige progressieve-metalgroep, ook wel als heavymetalband gerekend. De groep wortelt in de verwantschap vertonende Amerikaanse band Dream Theater.

## Geschiedenis
Prospect werd in 1999 opgericht. In hetzelfde jaar volgde hun debuut onder de titel #1. Omdat dit debuut zowel in binnen- als buitenland goed werd ontvangen, zou de groep al gauw vooroptredens verzorgen, zoals in 2001 op de concerten van de voormalige Iron Maiden-zanger Paul Di'Anno in Zagreb en Ljubljana, in 2003 gedurende het gros van de tournee The Bonded of Metal over Europe en in juli 2004 tijdens de optredens van Queensrÿche in Oostenrijk.

## Samenstelling

### 2002
- Roman Fileš (gitaar)
- Simon Jovanovič (zang)
- Rok Plestenjak (scheursleutel)
- Žele Jokič (basgitaar)
- Peter Mlinar (drums)

### Na 2002
Na het uitkomen van het album Moments heeft zanger Simon Jovanovič de band verlaten en een eigen project gestart. Hij werd opgevolgd door Robi Grdič. De samenstelling was aldus:
- Roman Fileš (gitaar)
- Robi Grdič (zang)
- Rok Plestenjak (scheursleutel)
- Žele Jokič (basgitaar)
- Peter Mlinar (drums)

## Discografie
- #1 (1999, eigen productie)
- Moments (2002, eigen productie)